# Bethaniëstraat
De Bethaniëstraat is een straat in de binnenstad van 's-Hertogenbosch. Het is een zijstraat van de Hekellaan en is een verlengde van de Sint-Jacobsstraat die uitkomt op de Hinthamerstraat. De straat is vernoemd naar het Vrouwenconvent Bethanië, dat hier werd gevestigd in 1475 en er heeft gestaan tot ongeveer 1715.
Aan de Bethaniëstraat is de voormalige Sint-Jacobskerk gevestigd, een van de twee kerkgebouwen met deze naam. De andere Sint-Jacobskerk staat aan het Jeroen Boschplein even verderop in de richting van de Hinthamerstraat. Rondom de Sint-Jacobskerk aan de Bethaniëstraat is een plein gesitueerd, wat vroeger een kerkhof was. Het heeft dan ook de naam Sint-Jacobskerkhof. Dit kerkhof is in 1636 en 1637 opgeruimd en ontstond het plein.
Aan dit plein kwam een gasthuis te staan voor zes mannen, het Mannenconvent Wilhelmieten of Baseldonk. De Baselaarstraat heeft zijn naam te danken aan dit convent.